# Сила інфекції
Сила інфекції — частота, з якою сприйнятливі індивіди (раніше не хворіли й нещеплені), заражаються інфекційною хворобою. З огляду на взяття до уваги сприйнятливості, показник може використовуватись для порівняння частоти передачі між різними групами популяції однієї або різних інфекцій. Так, сила інфекції є прямопропорційною ефективній частоті передачі. Тоді, {\displaystyle \lambda } є прямопропорційною до {\displaystyle \beta }, ефективної частоти передачі:
{\displaystyle \lambda ={\frac {\mbox{к-сть нових інфікувань}}{{\mbox{к-сть контактів сприйнятливих осіб з інфікованими}}\times {\mbox{середня тривалість контакту}}}}}
Здійснення такого розрахунку є складним, позаяк не про всі нові інфікування звітується інформація, а також часто невідомо скільки сприйнятливих осіб мали контакт з інфікованими. Утім, {\displaystyle \lambda } можна розрахувати для ендемічної інфекційної хвороби, якщо взяти до уваги гомогенне змішування в популяції та прямокутний розподіл популяції (здебільшого наявний в розвинених країнах). У такому випадку λ розраховується так:
{\displaystyle \lambda ={\frac {1}{A}}}
де {\displaystyle A} є середнім віком інфекції. Іншими словами {\displaystyle A} є середнім часом, проведеним у сприйнятливій групі перед інфікуванням. Частота інфікування ({\displaystyle \lambda }) таким чином дорівнює {\displaystyle 1/A} (оскільки частота дорівнює 1/час). Перевагою цього методу розрахування {\displaystyle \lambda } є легкість здобуття інформації про середній вік інфекції, навіть за умови неповноти звітності про всі випадки інфікування.

## Чит. також
- Muench, H. (1934) Derivation of rates from summation data by the catalytic curve. Journal of the American Statistical Association, 29: 25-38.

1. ↑  Контагіозність. ВУЕ (укр.). Процитовано 17 квітня 2023.